# Orrin Hatch
Orrin Hatch (Homestead, 1934. március 22. – Salt Lake City, 2022. április 23.) az Amerikai Egyesült Államok szenátora (Utah, 1977–2019). Az Amerikai Egyesült Államok Szenátusának pro tempore elnöke. A Republikánus Párt tagja.